# Niki de Saint Phalle
Niki de Saint Phalle (født 29. oktober 1930 i Neuilly-sur-Seine, Paris, død 21. maj 2002 i San Diego, Californien) var en fransk-amerikansk kvindelig billedhugger, som nok er mest kendt for sine "Nana"-figurer, Hon - en katedral (stor kvindefigur med vaginal indgang, udstillet i Stockholms Moderna Museet) og skulpturparken Giardino dei Tarocchi (en) (Tarot-haven) i Toscana og for sit lange samliv og samarbejde med kunstneren Jean Tinguely.

## Opvækst og karriere
Hun var født i Paris og fransk statsborger. Hun tilbragte en stor del af sin opvækst i USA, hvor hun også havde statsborgerskab, foruden at hun blev schweizisk statsborger pga. ægteskabet med Tinguely.
Hendes far var greve og bankier med en amerikansk ægtefælle. Parret havde fem børn. Bankvirksomheden i Paris gik konkurs i kriseperioden efter 1928, og familien flyttede til USA i 1933.
Niki de Saint Phalle blev optaget på Brearley School i New York City, men blev bortvist efter at male figenblade på skolens statuer. Hun tog eksamen fra Oldfields School i Glencoe (Maryland) i 1947.
Som teenager arbejdede hun som model og kom på forsiden af LIFE (september 1949) og det franske Vogue (november 1952).
Som 18-årig blev hun gift med forfatteren Harry Mathews. De flyttede til Cambridge (Massachusetts), hvor han studerede musik ved Harvard University. Hun begyndte at male og eksperimentere med forskellige medier og stilarter. Parrets første barn, Laura, blev født i april 1951. Sønnen Philip blev født under et ophold på Mallorca 1954.
Arken viste en stor retrospektiv udstilling af Niki de Saint Phalles værker i 2016.